# Кыргыс, Зоя Кыргысовна
Кыргыс Зоя Кыргысовна (род. 3 марта 1945 года) — музыковед, доктор искусствоведения, член Союза композиторов России, заслуженный работник культуры Республики Тыва, Заслуженный деятель искусств Российской Федерации (2009).

## Биография
Кыргыс Зоя Кыргысовна родилась 3 марта 1945 года в с. Баян-Кол в семье рабочих. С ранних лет она проявляла интерес к музыке, поэтому родители отправили учиться в Кызылское училище искусств по классу фортепиано. Окончив училище, в 1964 году в течение двух лет работала преподавателем по классу фортепьяно в музыкальной школе г. Шагонара. С 1967 по 1971 год обучалась в Восточно-Сибирской академии искусств, в г. Улан-Удэ. Одновременно работала концертмейстером театра оперы и балета, а с 1971 по 1972 год — педагогом по классу хорового дирижирования в Кызылском училище искусств. С 1973 года З. К. Кыргыс стала работать в Тувинском научно-исследовательском институте языка, литературы и истории и до 1977 года трудилась младшим научным сотрудником. В 1977 году уезжает в Москву, там обучалась в Музыкально-педагогическом институте им. Гнесиных под руководством великого русского музыковеда Е. В. Гиппиуса. В 1981 году возвращается в Туву, и продолжила работать в Тувинском научно-исследовательском институте языка, литературы и истории научным сотрудником, затем старшим научным сотрудником. В 1985 году защитила кандидатскую диссертацию по специальности искусствоведение на тему «Традиционная вокальная музыка тувинцев». В 1999 году окончила докторантуру Института антропологии и этнологии РАН.

## Деятельность
В 1987 году создала ансамбль «Тыва», и официально об этом объявила, обозначив цель ансамбля — сохранение и пропаганда традиционной музыкальной культуры тувинского народа. Вскоре о талантливых исполнителях заговорила не только в республике, но и в стране. Затем с большим успехом ансамбль «Тыва» выступал в Монголии, Турции, Америке, Швеции, Англии, на Тайване и в других странах. В 1992 году возглавила Международный научный центр «Хоомей», созданный при инициативе Правительства РТ и её первого президента Шериг-оола Ооржака, где тщательно изучается уникальное явление музыкальной культуры тувинцев — горловое пение. Под руководством Зои Кыргыс проведены 4 международных симпозиума «Хоомей — феномен культуры Центра Азии» (1993, 1995, 1998, 2003). В 1995 году З. К. Кыргыс была назначена председателем Национального комитета по делам ЮНЕСКО в республике.
В течение всей научной деятельности З. К. Кыргыс принимала участие в различных престижных научных форумах как в Российской Федерации, так и за рубежом: в Горном Алтае (1974), Самарканде (1987), Элисте (1990), Колорадо (1988), Нью-Йорке (1995), Кыргызстане (1995), Монголии (2001), Японии (2001), Норвегии (2002). Ею проведено два уникальных эксперимента сольного тувинского двухголосия, причем, физиологическое исследование исполнителей горлового пения в специальной лаборатории отоларингологического центра имени Рузвельта в штате Нью-Йорк (США). Второе исследование осуществлено в университете Васеда г. Токио (Япония).

## Труды
З. К. Кыргыс — автор свыше 300 научных работ.
Монографии:
- «Песенная культура тувинского народа»
- «Ритмы шаманского бубна»
- «Тыва улустун алгыш-йорээлдери»
- «Тувинское горловое пение» стала первым в мире многоплановым научным исследованием по тувинскому горловому пению и результатом многолетней работы по изучению уникального феномена культуры тувинцев[2].
- «Тыва кожамыктар»
- «Тыва хоомейнин чажыды»
- «Тайна тувинского хоомея»
- «Обучение тувинскому горловому пению хоомей: учебное пособие»
- «Тувинские народные сказки»
- «Тувинские героические сказания»
- «Тувинские народные песни и обрядовая поэзия»
- «Вековые традиции тувинцев. Обрядовая поэзия. Народные песни»

З. К. Кыргыс — автор фильма «Песни Тувы», видеофильмов «Шаманизм в Туве» и «У истоков горлового пения тувинцев». Ею выпущены диски «Виртуозы тувинского горлового пения» и «Караван».

## Награды и звания
- член Союза композиторов России (1985)
- лауреат Государственной премии Тувы (1992)
- Медаль «За доблестный труд» Республики Тыва (3 марта 2005 года) — за достигнутые трудовые успехи и многолетнюю добросовестную работу[5]
- юбилейная медаль к 100-летию единения России и Тувы
- Почетная грамота Хурала представителей г. Кызыла
- Заслуженный работник культуры Республики Тыва
- Заслуженный деятель искусств Российской Федерации (13 ноября 2009 года) — за заслуги в области искусства[6].